# Suchet (Berg)
Der Suchet ist mit 1588 m ü. M. der fünfthöchste Berg des Schweizer Juras. Er befindet sich auf dem Gemeindeboden von Rances im Waadtländer Jura nahe der Grenze zu Frankreich, etwa 13 km westlich von Yverdon-les-Bains.
Der Name Suchet ist eine Diminutivform des Patois-Ausdruckes suche, der etwa so viel wie kleiner Gipfel, runder Berg bedeutet.

## Geographie
Der Kamm des Suchet setzt sich nach Südwesten in den Höhenrücken Les Vélards (1436 m ü. M.; Schartenhöhe 60 m) und Bel Coster (1416 m ü. M.; Schartenhöhe 74 m) fort und erreicht in seiner gesamten Ausdehnung vom französischen Dörfchen La Ferrière im Südwesten bis Baulmes im Nordosten eine Länge von knapp 12 km. Gemäss der allgemeinen Streichrichtung der Juraketten in dieser Region ist der Bergkamm des Suchet in Richtung Westsüdwest-Ostnordost orientiert. Der Suchet dominiert gemeinsam mit den nordöstlich gelegenen, ähnlich hohen Aiguilles de Baulmes (1560 m ü. M.) den Abschnitt des Schweizer Jura zwischen Vallorbe im Südwesten und Sainte-Croix im Nordosten.
Begrenzt wird der Suchet im Westen und Nordwesten durch das Tal der Jougnena (Zufluss der Orbe), im Norden durch das Tal der Baumine (Zufluss des Arnon), im Südosten durch das zum Schweizer Mittelland gehörende Jurafussplateau und im Süden durch das tief eingeschnittene Tal der Orbe. Der Kamm des Suchet ist charakterisiert durch einen gegen Nordwesten gerichteten felsigen Steilhang, während der Südosthang zumindest im oberen Teil eine verhältnismässig geringe Neigung aufweist. Der Bel Coster dagegen bildet einen mehr als 1 km breiten flachen Höhenrücken.
Vom Gipfel des Suchet bietet sich bei klarem Wetter ein eindrückliches Panorama über das Mittelland bis zu den Alpen. Auf dem etwas niedrigeren Südwestgipfel (1553 m ü. M.) steht ein Gipfelkreuz, und auf 1487 m ü. M. liegt das Restaurant Chalet du Suchet. Der Gipfelbereich des Suchet ist baumlos und grasbewachsen und zeigt eine subalpine Vegetation. Unterhalb etwa 1500 Meter folgen (insbesondere auf dem Bel Coster) die typischen Jurahochweiden mit den mächtigen Fichten, die entweder einzeln oder in Gruppen stehen. Auf diesen Höhen befinden sich mehrere Sennhöfe.

## Geologie
Das anstehende Gesteinsmaterial des Suchet stammt aus marinen Sedimenten der oberen Jurazeit (Malmkalk). In strukturgeologischer Hinsicht bildet der Kamm des Suchet den südlichen Schenkel der Antiklinale der vordersten Jurakette. Die nördliche Fortsetzung dieser Antiklinale markieren die Aiguilles de Baulmes. Durch Erosion wurde das ehemalige Gewölbe der Antiklinale zunächst an Schwachstellen angegriffen und im Lauf der Zeit immer mehr abgetragen. Dadurch entstand ein Antiklinaltal, dessen westlicher Teil durch die Jougnena, der östliche Teil durch die Baumine entwässert wird.